# زغرين
زغرين قرية سورية تتبع ناحية مركز السلمية في منطقة سلمية في محافظة حماة. بلغ عدد سكانها 2327 نسمة في عام 2004 حسب إحصاء المكتب المركزي للإحصاء.
تقع إلى الشمال من مدينة سلمية والاسم الأصلي لهذه القرية هو الهوية نسبة إلى جوها العليل وهواءها المنعش، تغير اسمها لاحقاً إلى زغرين، تشتهر القرية بزراعة العنب والزيتون و الحبوب.

## وصلات خارجية
- الوحدات الإدارية في محافظة حماة نسخة محفوظة 18 أبريل 2019 على موقع واي باك مشين.